# Жорж Андрі
Жорж Андрі (фр. Georges André; 13 серпня 1889, Париж — 4 травня 1943, Танжер) — французький легкоатлет та регбіст.

## Спортивна кар'єра
Будучи легкоатлетом, брав участь у багатьох Олімпійських іграх: 1908, 1912, 1920 та 1924. Під час тривання Олімпійських ігор змагався в за медалі в таких дисциплінах, як: стрибок в довжину, стрибок у висоту, біг на 100 м, біг на 400 метрів, біг з перешкодами на 100 та 400 метрів, десятиборство та п'ятиборство.
У 1908 році в Лондоні, отримав срібну медаль за стрибок у висоту разом з Корнеліусом Лейхі з Великої Британії і Іштваном Шомоді з Угорщини, а у стрибку у висоту з місця зайняв відразу 5-те місце разом з Платт Адамсом з США та Альфредом Мотті з Франція.
На іграх 1912 в Стокгольмі не здобув жодної медалі. У стрибках у висоту та стрибках у висоту з місця зайняв 16-те місце; 22-ге місце у п'ятиборстві та не дійшов до кінця змагань у десятиборстві.
На літніх Олімпійських іграх 1920 в Антверпен разом з репрезентацією Франції здобув бронзову медаль у естафеті 4х400 метрів. У фінальному бігу на 400 метрів з перешкодами посів 4-те місце, а у бігу на 400 метрів відпав у півфіналі.
У 1924 році, знову посів 4-те місце у бігу на 400 метрів з перешкодами.
У 1913—1914 роках взяв участь у семи матчах збірної Франції з регбі.

## Перша та друга світова війни
Під час першої світової був пілотом винищувача, а під час другої світової служив в піхоті. Помер у 1943 в битві з Німеччиною під Танжером.